# Décès en mai 1990
Décès
- 1986
- 1987
- 1988
- 1989
- 1990
- 1991
- 1992
- 1993
- 1994

Pour une information complémentaire, voir la page d'aide.

| Date   | Nom                        | Activités                                                            | Âge   | Source |
| ------ | -------------------------- | -------------------------------------------------------------------- | ----- | ------ |
| 1 mai  | Sunset Carson              | acteur américain                                                     | 69    | (en)   |
| 2 mai  | David Rappaport            | acteur britannique                                                   | 38    | (en)   |
| 8 mai  | Luigi Nono                 | compositeur italien                                                  | 66    |        |
| 8 mai  | Tomás Ó Fiaich             | cardinal irlandais, archevêque d'Armagh                              | 66    |        |
| 9 mai  | Cecil Wallace Whitfield    | homme politique bahamien                                             | 60    | (en)   |
| 13 mai | Albert Hendrickx           | coureur cycliste belge                                               | 85    |        |
| 13 mai | Hervé Masson               | peintre, poète et journaliste, franc-maçon et martiniste mauricien   | 71    |        |
| 16 mai | Sammy Davis Jr.            | chanteur américain                                                   | 64    |        |
| 16 mai | Jim Henson                 | créateur du Muppet Show                                              | 53    |        |
| 16 mai | Eduardo Mateo              | auteur-compositeur-interprète uruguayen                              | 49    | (es)   |
| 17 mai | Auguste Jordan             | footballeur autrichien naturalisé français                           | 81    |        |
| 17 mai | Manuel Anatol              | footballeur espagnol naturalisé français                             | 87    | (en)   |
| 18 mai | Joseph-Marie Trinh van-Can | cardinal vietnamien, archevêque de Hanoi                             | 69    |        |
| 18 mai | Jill Ireland               | actrice britannique                                                  | 54    |        |
| 23 mai | Affandi                    | peintre indonésien                                                   | 82-83 |        |
| 23 mai | Giuseppe Santomaso         | peintre italien                                                      | 82    | (en)   |
| 23 mai | Joseph Rendjambe Issani    | homme politique gabonais                                             | 50    |        |
| 23 mai | Julijans Vaivods           | cardinal letton, administrateur apostolique de Riga                  | 94    |        |
| 25 mai | Vic Tayback                | acteur et réalisateur américain                                      | 60    |        |
| 29 mai | Yves Brayer                | peintre, graveur, illustrateur et décorateur de théâtre français     | 82    |        |
| 30 mai | Giuseppe Gambarini         | peintre italien                                                      | 87    | (it)   |
| 30 mai | José Solís Ruiz            | juriste, magistrat, homme politique, auteur et entrepreneur espagnol | 76    | (es)   |